# Liste der osttimoresischen Botschafter in Südkorea
Diese Liste führt die osttimoresischen Botschafter in Südkorea auf. Die Botschaft befindet sich im # 405, Hannam Tower Building, 725-23, Hannam-dong, Yongsan-gu, Seoul 140-894.

## Hintergrund

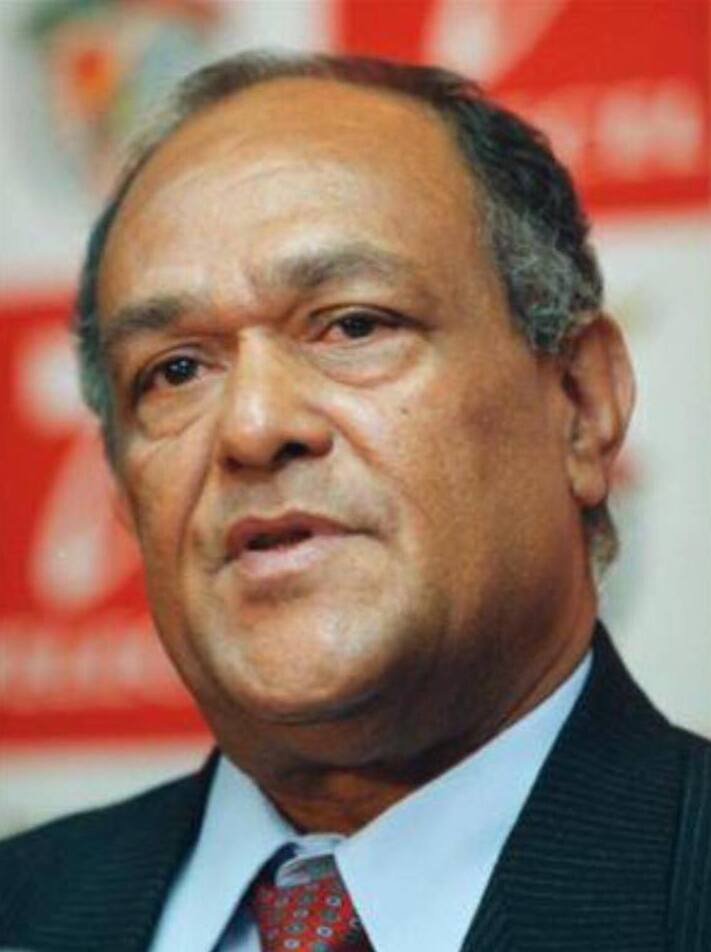
João Viegas Carrascalão

Die Botschaft Osttimors in Südkorea wurde am 24. Februar 2009 eröffnet. João Viegas Carrascalão, Osttimors erster Botschafter, erhielt seine Ernennung von Staatspräsident José Ramos-Horta am 22. April 2009. Carrascalão verstarb 2012 überraschend.
Südkorea ist ein wichtiges Zielland für osttimoresische Gastarbeiter. 2011 erhielt das südostasiatische Land von Südkorea drei gebrauchte Patrouillenboote.

## Liste
| Name                    | Amtszeit          | Anmerkungen                                                                              |
| ----------------------- | ----------------- | ---------------------------------------------------------------------------------------- |
| João Viegas Carrascalão | 2009–2012 (†)     | Erster Botschafter Osttimors in Südkorea. Akkreditierung: 14. Oktober 2009.              |
| Hernâni Coelho          | Oktober 2013–2015 | Seit 16. Februar 2015 Minister für Außenangelegenheiten und Kooperation                  |
| Adalgisa Ximenes        | 2016–2021         | 16. Februar 2016 von Präsident Taur Matan Ruak ernannt                                   |
| Gregório de Sousa       | seit 2021         | 13. August 2021 von Präsident Francisco Guterres ernannt Akkreditierung: 4. Februar 2022 |